# Le Bristol (Париж)
Le Bristol Paris («Лё Бристоль») — парижский пятизвёздочный отель, расположенный в VIII округе, по адресу улица Фобур-Сент-Оноре, 112. Открылся в 1925 году, находится под управлением немецкой гостиничной сети Oetker Collection, имеет статус «дворца» (palace).
Отель Le Bristol назван в честь британского епископа и путешественника Фредерика Огастаса Херви, 4-го графа Бристоля, любившего роскошь. За свой высокий сервис и политику строгой конфиденциальности Le Bristol известен как «Отель тишины» (L’hôtel du silence).

## География
Le Bristol расположен в VIII округе Парижа, в домах № 108 — 114 на улице Фобур-Сент-Оноре, у пересечения с авеню Матиньон (официальным адресом является улица Фобур-Сент-Оноре, 112). В шаговой доступности от гостиницы расположены аукционный дом Sotheby's Paris, Елисейский дворец, отель Мариньи, Министерство внутренних дел и станция метро Миромениль.

## История
В 1758 году, во время строительства площади имени Людовика XV (нынешняя площадь Согласия), герцог Адриен-Морис де Ноай продал Жану-Франсуа Сандрие, предпринимателю из администрации Королевских зданий, земельный участок площадью 60 га, расположенный севернее Елисейских Полей, на котором через несколько лет был построен частный особняк. Позже этот дом купила графиня Дамас, завещавшая его своей дочери, вдове графа Шарля-Франсуа де Вогюэ. В 1829 году резиденцию купил граф Жюль де Кастеллан, который организовал там частный театр (долгое время помещения бывшего театра использовались как зимний сад ресторана Le Bristol). Кастеллан устраивал в особняке светские вечеринки, на которые собирался весь парижский бомонд.

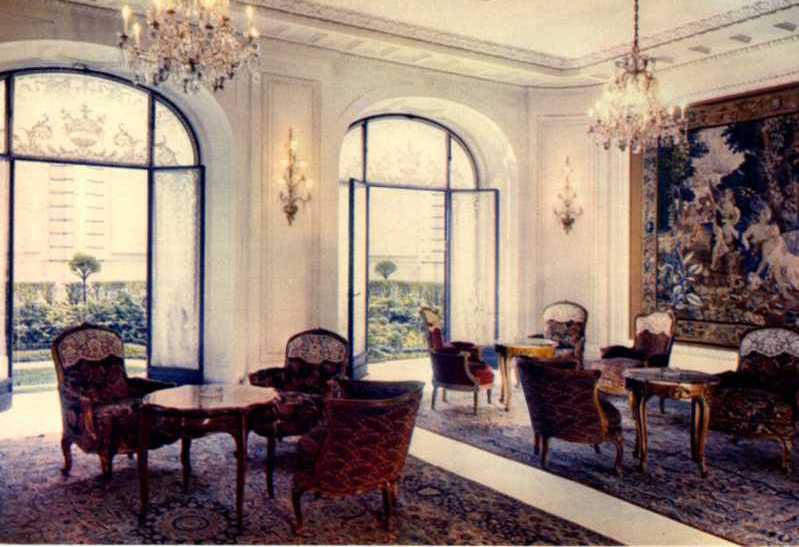
Большой салон отеля, выходящий в сад. 1950-е года

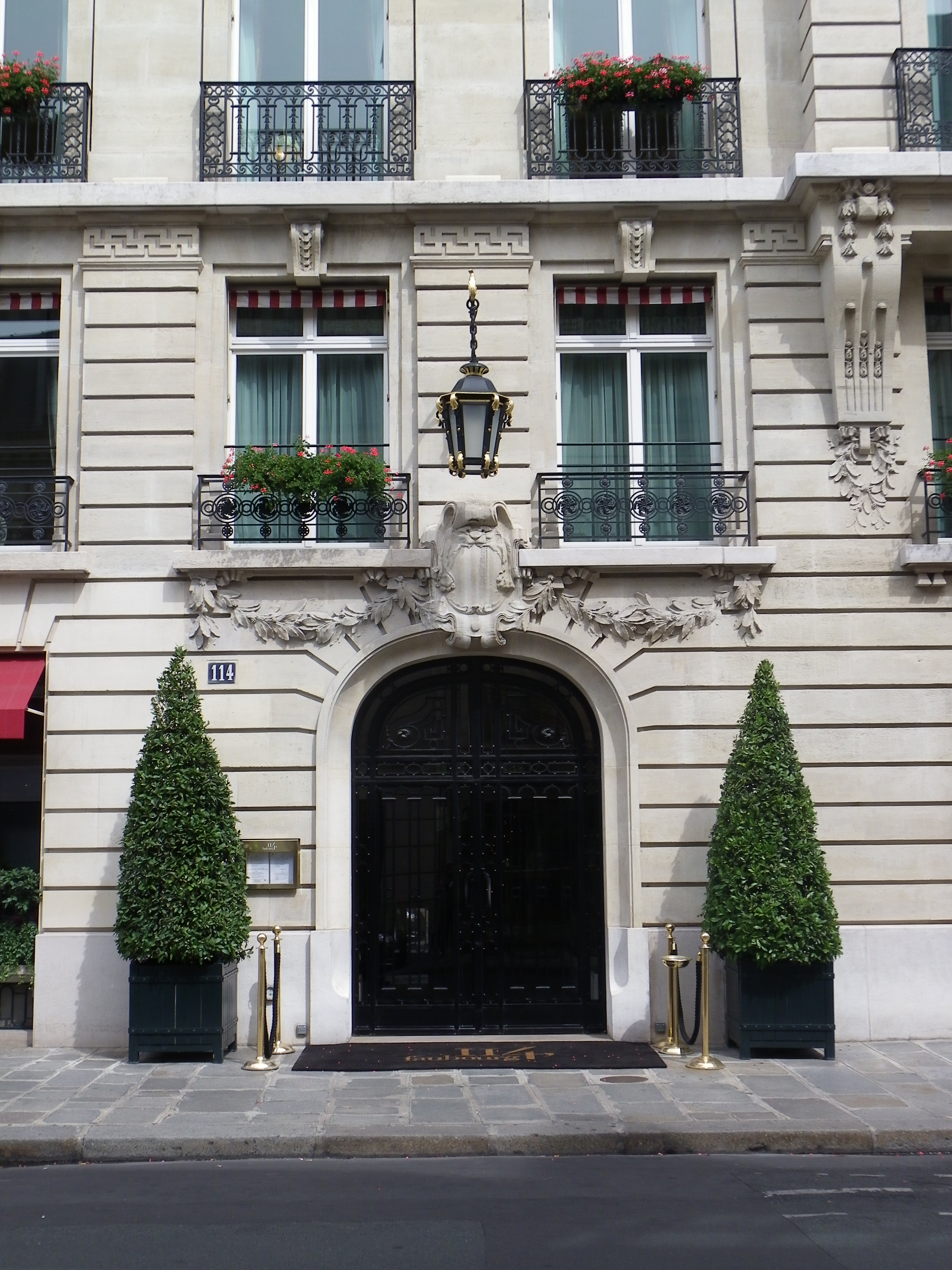
Вход в отель по адресу улица Фобур-Сент-Оноре, 114

В 1923 году заброшенный особняк графов Кастеллан приобрёл предприниматель Ипполит Жамме. Он был сыном владельцев ресторана, готовившего бёфламот. Со временем Жамме освоил профессию отельера сначала в парижской гостинице Le Meurice, а затем в берлинском Hotel Adlon. После Первой мировой войны Жамме приобрёл Hôtel Bellevue, однако через два года был вынужден продать его. В апреле 1925 года, после масштабной реконструкции, выполненной архитекторами Урбаном Кассаном и Гюставом Умбденштоком, Le Bristol открыл свои двери. Изначально отелем управляли Ипполит Жамме и его отец Франсуа. Фасад и интерьеры были оформлены в стиле ар-деко.
В начале 1930-х годов во Францию из США пришла Великая депрессия, сильно ударившая по гостиничному сектору Парижа. Le Bristol оставался полупустым, хотя Жамме и потратил большие средства на оснащение гостиницы передовыми для того времени кондиционерами Carrier (они не только регулировали температуру, но и влажность воздуха). Кроме того, Ипполит Жамме оснастил Le Bristol вращающимися зеркалами с подсветкой. В 1936 году разгорелся скандал по поводу плохой еды, которой кормили служащих отеля.
С началом Второй мировой войны Le Bristol стал единственным парижским отелем, оборудованным укрытием против газовой атаки. Благодаря этому он подписал соглашение с посольством США и стал официальной резиденцией американских граждан в Париже (американский посол Уильям Буллит планировал сделать резиденцией соседний с посольством Hôtel de Crillon, однако Ипполит Жамме предложил ему услуги отеля бесплатно). Le Bristol превратился в резиденцию дипломатов и шпионов, приезжавших в Париж, он приобрёл репутацию своего рода «нейтральной зоны». Во время оккупации Парижа Le Bristol остался единственным роскошным отелем, не реквизированным нацистами. Здесь тайно проживали постояльцы, в том числе евреи, которым Ипполит Жамме помогал выехать из Франции.
После освобождения Парижа в 1944 году избежавший разрушений Le Bristol был выбран Министерством иностранных дел Франции в качестве резиденции для послов и других дипломатов, аккредитованных в Париже (около года здесь располагалось посольство Турции во Франции). В мае 1949 года отель официально получил 4-звездочную классификацию (5-звездочной категории в то время не существовало). В ноябре 1951 года в Le Bristol поселился немецкий канцлер Конрад Аденауэр, после чего все канцлеры Германии, посещавшие Париж, отдавали предпочтение этому отелю. В 1962 году Le Bristol занял первое место в рейтинге туристического путеводителя по Европе от Темпла Филдинга, что обеспечило ему известность в Соединенных Штатах. В 1964 году Ипполит Жамме скончался.

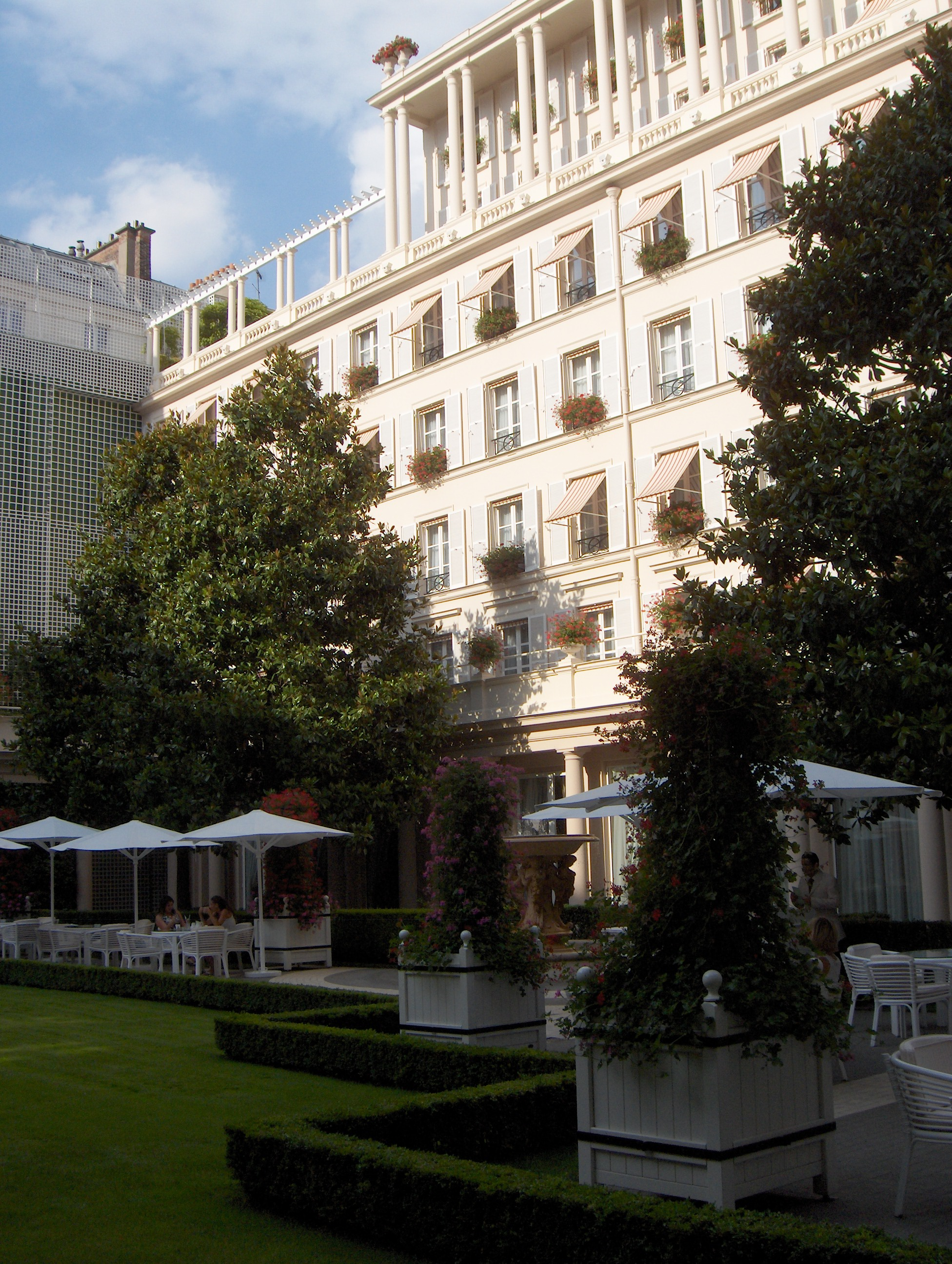
Внутренний двор отеля, используемый под летнюю террасу

С 1964 по 1978 год генеральным менеджером отеля был его сын и преемник Пьер Жамме. В 1974 году он решил повысить имидж отеля и изменил меню в ресторанах. Le Bristol получил много хвалебных откликов и в 1975 году завоевал престижную награду Kleber Colombes за свою кухню (после поглощения компании Kléber группой Michelin в 1981 году награда сменила название). В том же году Жозефина Бейкер отпраздновала в Le Bristol пятидесятилетие своей карьеры; на ужине присутствовало около 250 гостей и это был последний банкет великой танцовщицы.
В 1978 году владельцем отеля Le Bristol стал немецкий бизнесмен Рудольф-Август Эткер, глава пищевой компании Dr. Oetker из Билефельда; на тот момент его гостиничной сети Oetker Collection уже принадлежали легендарные отели Brenners Park-Hotel & Spa в Баден-Бадене и Cap-Eden-Roc в Антибе (позже к ним добавился лондонский The Lanesborough). В 1979 году Эткеры значительно расширили и модернизировали Le Bristol: было построено новое крыло со стороны сада, для чего использовали землю бывшего монастыря, купленную Ипполитом Жемме ещё в 1955 году; также был построен бассейн на верхнем этаже и разбит большой французский сад.
В 2007 году Le Bristol приобрёл соседнее здание № 114, расположенное на пересечении улицы Фобур-Сент-Оноре и авеню Матиньон. В сентябре 2009 года, после реконструкции, к 161 существующему номеру отель Le Bristol добавил 21 номер и 5 роскошных люксов, а также новый ресторан 114 Faubourg. В июле 2010 года гостиницу возглавил новый гендиректор Дидье Ле Кальвес, который в 1999 году открывал обновлённый Four Seasons Hotel George V. Под его началом в старом крыле Le Bristol был проведён ремонт стоимостью 190 млн долларов.
В 2019 году Le Bristol установил у себя оборудование для помола муки и выпечки собственного хлеба, а также открыл шоколатерию, где производятся кондитерские изделия.

### Известные постояльцы
В разное время клиентами отеля и его ресторанов были Энн Морган, Мэрилин Монро, Сесиль Сорель, Конрад Аденауэр, Жозефина Бейкер, Чарли Чаплин, Рита Хейворт, Ава Гарднер, Ставрос Ниархос, Софи Лорен, Вуди Аллен, Роберт Де Ниро, Мирей Матьё, Леонардо Ди Каприо, Николя Саркози, Карла Бруни и другие знаменитости.
В мае 2009 года в одном из номеров отеля британский плейбой Ян Гриффин убил свою любовницу — состоятельную польскую бизнесвумен Кингу Легг, которая возглавляла торговую компанию Vegex (преступник бежал в Англию, где был арестован и выдан Франции, в 2014 году его приговорили к 20 годам лишения свободы, позже срок сократили до 14 лет).

## Структура

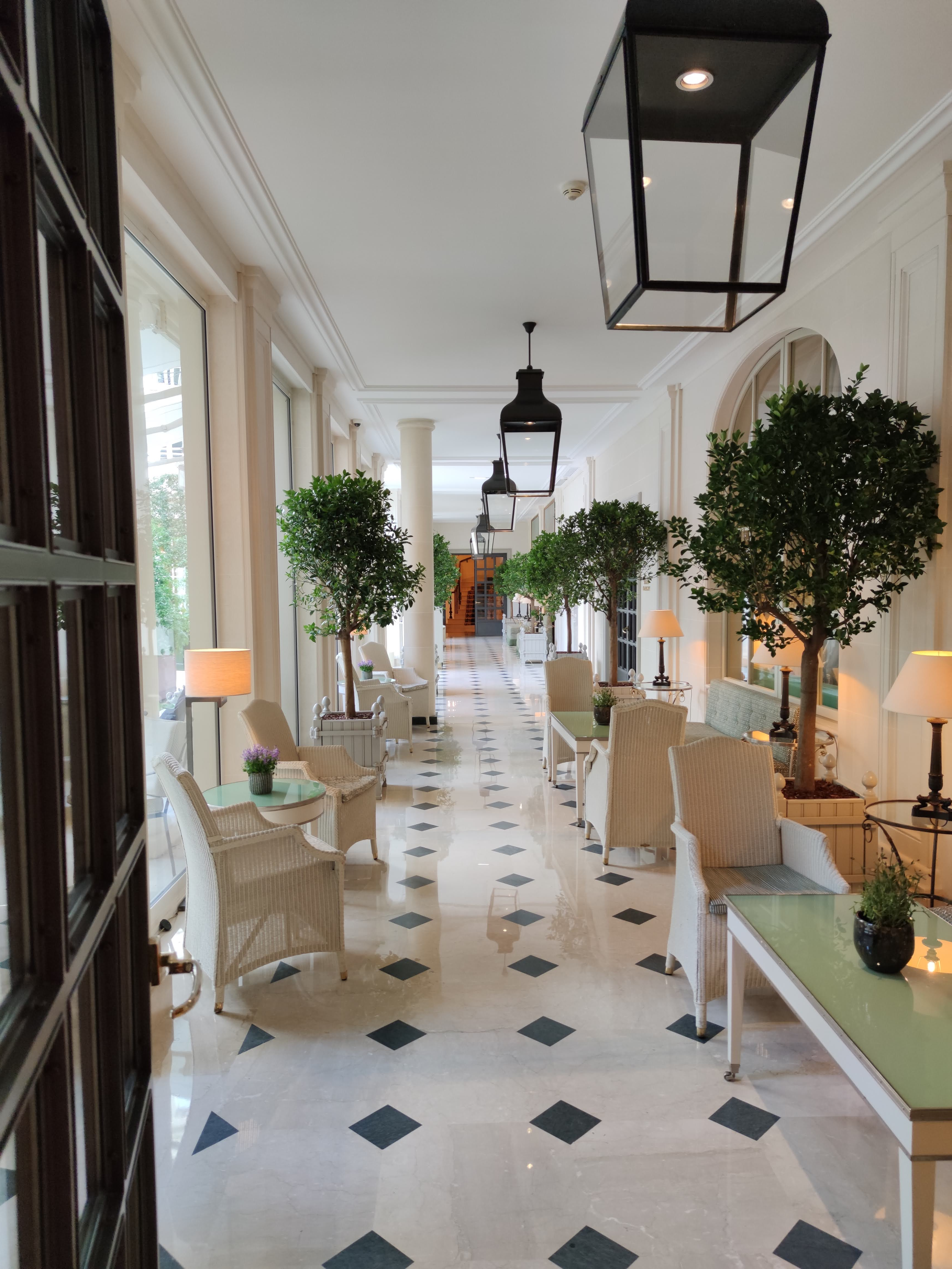
Застеклённая терраса отеля

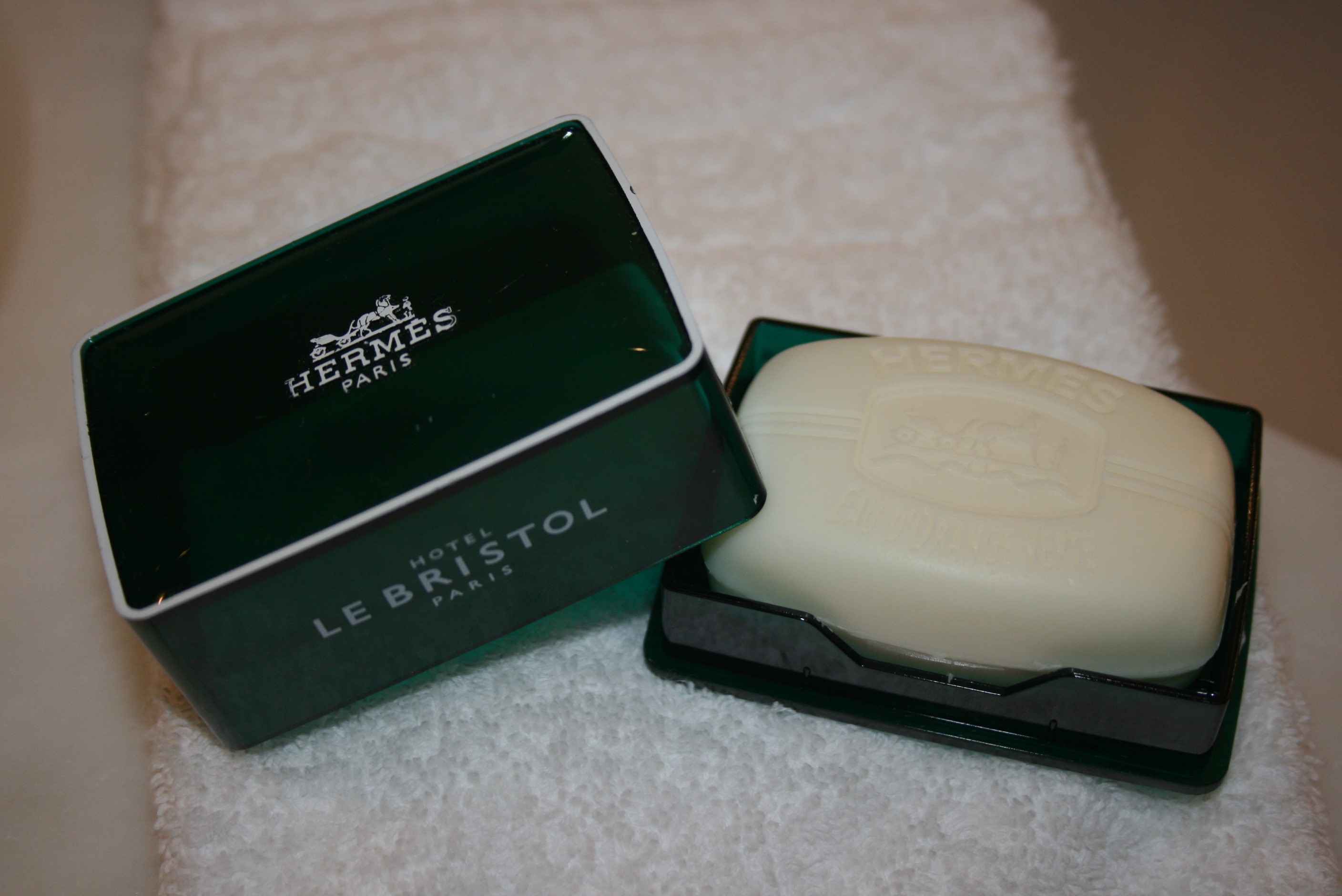
Мыло марки Hermès, изготовленное для Le Bristol

Гостиница Le Bristol имеет 190 номеров (в том числе 100 люксов), два ресторана (Epicure и 114 Faubourg), бар, летнее кафе Antonia в саду, кондитерскую L’Épicerie — Ateliers du Bristol, спа-салон Spa Le Bristol by La Prairie с бассейном и обзорной террасой, фитнес-зал, библиотеку, подземный паркинг и станцию зарядки электромобилей Porsche. «Императорский люкс» имеет площадь 320 м². На первом этаже дома № 108 расположена художественная галерея современного искусства Gloria, имеющая отдельный вход с улицы Фобур-Сент-Оноре.
Фасад отеля выполнен из твердого известняка, отталкивающего пыль и грязь. Интерьеры вестибюлей и номеров Le Bristol украшены мраморными колоннами, старинной мебелью, гобеленами, люстрами Baccarat, турецкими и иранскими коврами, дорогим паркетом, а также скульптурами, картинами и гравюрами в позолоченных рамах, многие из которых были приобретены в 1930-х годах на аукционах из запасников Лувра. В декоре использована туаль от Pierre Frey, Nobilis, Rubelli и других известных дизайнеров. В отеле запрещено выставлять копии произведений искусства, только оригиналы. В интерьерах 1920-х годов преобладал стиль ар-деко, при дальнейших реконструкциях были добавлены элементы стилей Людовика XV и Людовика XVI. Ванные комнаты в новом крыле отеля выполнены из белого каррарского мрамора. Бассейн на шестом этаже украшен тиковым деревом; открытая терраса бассейна оборудована шезлонгами для загара. Окна самых дорогих номеров выходят в сад, остальные — на улицу Фобур-Сент-Оноре. В библиотеке имеется большая коллекция книг.
Ресторан французской кухни Epicure под руководством шеф-повара Эрика Фрешона с 2009 по 2024 год имел три звезды гида «Мишлен» (в марте 2024 года Фрешон ушёл в отставку). Второй ресторан отеля, брассери Le 114 Faubourg, имеет одну мишленовскую звезду. Патисерия L’Épicerie продаёт домашний хлеб, кондитерские изделия и шоколадные конфеты собственного изготовления.
Отель претерпел несколько масштабных реставраций и реноваций: в 1990-х годах некоторые номера были переоборудованы в роскошные люксы; в 2005 году был отремонтирован бар; в 2009 году открылось новое крыло; в 2010—2016 годах была проведена полная реконструкция здания, включавшая ремонт номеров и ресторана, а также открытие двух люксов для молодожёнов, парикмахерской, детской площадки и Café Antonia во французском саду (оформлением кафе занималась графиня Бергит Дуглас, дочь Рудольфа-Августа Эткера).

## В культуре
В Le Bristol происходили съёмки следующих фильмов и сериалов: «Эпоха невинности» (1993) режиссёра Мартина Скорсезе, «Концерт» (2009) режиссёра Раду Михайляну, «Полночь в Париже» (2011) режиссёра Вуди Аллена. Также отель упоминается в военном романе Outcasts: A SEAL Team Six Novel Стивена Темплина и Говарда Уосдина.